# Albert Howell
Pour les articles homonymes, voir Howell.
Albert Howell est un acteur et scénariste.

## Filmographie

### comme acteur
- 1999 : Improv Heaven & Hell (série télévisée) : Host devil
- 2001 : The Endless Grind (série télévisée) : Various Roles
- 2002 : Liquid Soapz (série télévisée)
- 2003 : Beat Cops (TV) : Coroner
- 2004 : Harold et Kumar chassent le burger (Harold and Kumar Go to White Castle) de  Danny Leiner : Security Guard
- 2004 : Childstar : Lighting Guy
- 2004 : The 5th Annual Canadian Comedy Awards (TV) : Nominee (Male Improviser)
- 2005 : Des amours de sœurcières (Twitches) (TV) : Loud Man
- 2005-2007 :  Comedy Inc. (série télévisée) : Various Characters

### comme scénariste
- 2005-2007 : Comedy Inc. (série télévisée)